# António Ribeiro dos Santos Viegas
O Monsenhor António Ribeiro dos Santos Viegas (Coimbra, 20 de fevereiro de 1843 – Mealhada, 3 de agosto de 1908) foi um sacerdote católico e um político português.
Filiado no Partido Regenerador, foi deputado eleito sucessivamente pelos círculos eleitorais de Celorico de Basto, Esposende, Braga e Vila Nova de Famalicão. Presidiu à Câmara Municipal de Esposende (1891–1895) e, em 1894–1895, é Presidente da Câmara dos Deputados. Em 1900 é elevado a Par do Reino.
Em 1886, foi-lhe concedido o título de monsenhor, enquanto protonotário apostólico e prelado doméstico do Papa Leão XIII. Em, 1888, na qualidade de pároco de Nossa Senhora dos Mártires, ao Chiado, batizou Fernando Pessoa.